# Невисокосный год
Невисоко́сный (простой) год — это календарный год без дополнительного дня в солнечном календаре или месяца в лунно-солнечном календаре, в отличие от високосного года. Другими словами, невисокосный год — это год без интеркаляции. И в григорианском, и в юлианском календарях используются как невисокосные, так и високосные годы, чтобы календарь соответствовал тропическому году, который содержит нецелое количество дней.
В григорианском и юлианском календарях невисокосный год из 365 дней имеет 52 недели и один день, поэтому каждый невисокосный год начинается и заканчивается в один и тот же день недели (например, 1 января и 31 декабря 2017 года приходились на воскресенье), и год, следующий за невисокосным годом, начнётся в следующий день недели. В невисокосный год в феврале ровно четыре недели, поэтому март, а также ноябрь начинаются в тот же день недели, что и февраль.
В григорианском календаре 303 из каждых 400 лет являются невисокосными. Для сравнения, в юлианском календаре 300 из каждых 400 лет являются невисокосными, а в новоюлианском календаре (используемом Элладской православной церковью) 682 из каждых 900 лет являются невисокосными.